# Rusalka-Gletscher
Der Rusalka-Gletscher (bulgarisch ледник Русалка lednik Russalka, im Vereinigten Königreich Lettner-Gletscher) ist ein 8 km langer und 4,6 km breiter Gletscher auf der Welingrad-Halbinsel an der Graham-Küste des Grahamlands auf der Antarktischen Halbinsel. Er fließt nordöstlich des Hoek-Gletschers von den Westhängen des Mount Paulcke in nordwestlicher Richtung zur Dimitrov Cove an der Harrison-Passage, die er südlich des Biser Point erreicht.
Britische Wissenschaftler kartierten ihn 1971. Die bulgarische Kommission für Antarktische Geographische Namen benannte ihn 2010 nach dem Badeort Rusalka an der bulgarischen Schwarzmeerküste. Das UK Antarctic Place-Names Committee benannte ihn dagegen nach dem österreichischen Skipionier Rudolf Lettner (1898–1975), der 1926 die ersten Stahlkanten bei Skiern entwickelt hatte.